# Jatri Uld Said Uld Yumani
Jatri Uld Said Uld Yumani (Smara, Sàhara Espanyol, 1921 – Rabat, Marroc, 21 de desembre de 1993) va ser un polític saharaui, de religió musulmana, de professió ramader, procurador de les Corts espanyoles i president de l'Assemblea General del Sàhara.

## Revolta
Era cap d'una de les més importants fraccions d'erguibat, tribu tallada per quatre fronteres polítiques (Sàhara Occidental, el Marroc, Mauritània i Algèria.), va sostenir la tesi respecte a l'equilibri polític d'una tribu dividida en tres grans blocs separats per fronteres polítiques. Líder (chej) de le Boihat, la poderosa fracció erguibat que nomaditza a la franja oriental.
En 1967, El Jatri, havia protagonitzat un aixecament contra Espanya, i tot l'exèrcit natiu el va secundar. El cap militar de la revolta va ser el cap Merebbih, de la tribu erguibat. Arran d'aquesta revolta el govern crea la Djema'a o Assemblea General del Sàhara com a òrgan representatiu saharaui i es donava amb ella els primers passos d'una autonomia.

## Parlamentari
Procurador en Corts escollit el dia 13 de juliol de 1963 pels representants del Cabildo Provincial de Sàhara.
Repeteix el càrrec en 1964, i és baixa el 20 de desembre de 1965, deixant l'escó a Seila Uld Abeida Uld Ahmed. En la presa de possessió jurava en privat conformement a la seva religió musulmana.
En la legislatures de 1967 i de 1971 repeteix càrrec en el grup de Designats pel Cap de l'Estat. És baixa el 4 de març de 1976 abans de finalitzar la legislatura.

## Defecció
El dimecres 5 de novembre de 1975, com a president de la Djema'a mostra la seva submissió al rei del Marroc, Hassan II, qui l'accepta després de considerar-lo com l'autèntic representant del poble saharauí.
Aquesta actuació resulta xocant després d'haver estat un dels màxims defensors de l'autodeterminació i independència. Es pot considerar aquesta submissió com a nul·la, ja que setmanes abans (12 d'octubre de 1975) la major part de la Djema'a (67 de 102), reunida a Ain Ben Tili (Mauritània), va acordar la seva dissolució, deixant la seva representativitat en mans del Front Polisario com a únic representant legítim del poble saharaui.
Després d'assistir a una sessió de les Corts Espanyoles reunides a Madrid, es va desplaçar al Marroc acompanyat, entre d'altres, dels notables saharauis Feidul Ali Derham i Ahmed Derhem. En una cerimònia històrica presenta, al Palau Reial d'Agadir, l'homenatge al Rei Hassan II del Marroc en nom d'aquesta Assemblea General, sol·licitant en una posterior conferència de premsa l'inici de negociacions entre Espanya i el Marroc per a la retrocessió del Sàhara al Regne.
Hassan Dirham, cap visible del clan Dirham, va ordir la defecció al Marroc del president de la Djema'a. Ara, les seves empreses controlen el mercat de carburants, i té interessos en l'agricultura d'hivernacles i la pesca. Com a recompensa, els Yumani són els amos de la pesca i de la ramaderia, i li fan la competència a Dirham en els carburants.
Un dels seus fills és membre del Parlament marroquí i l'altre ocupa un càrrec en el Front Polisario.